# Al-Chirrīt ibn Rāschid an-Nādschī
Al-Chirrīt ibn Rāschid an-Nādschī (arabisch الخريت بن راشد الناجي, DMG al-Ḫirrīt ibn Rāšid an-Nāǧī; gestorben 658) war ein Kämpfer unter ʿAlī ibn Abī Tālib und Stammeschef der Banū ʿAbd al-Bait ibn al-Hārith ibn Sama ibn Lu'aiy (häufig auch nach ʿAbd al-Baits Mutter als Banū Nādschiya bezeichnet), einem zu damaligen Zeiten noch recht neu zum Islam konvertierten, ursprünglich christlichen Stamm. Al-Chirrīt kämpfte zunächst auf der Seite Alis, stellte sich dann jedoch gegen ihn und verließ mit über 300 Stammesgenossen den Islam.
Ali schickte Ziyād ibn Chasafa zu ihm und beide trafen in al-Madā'in zusammen. Nach kurzer Zeit kam es dann zum Kampf, in dessen Verlauf die Rebellen sich geschlagen geben und nach al-Ahwāz flüchten mussten. Im weiteren Verlauf ließ Ali die Abtrünnigen nochmal angreifen und zwang diese zur Flucht bis zu den Ufern des Persischen Golfs. In dieser entscheidenden Schlacht wurde al-Chirrīt getötet, seine Gefährten gerieten in Gefangenschaft und nahmen, bis auf wenige Ausnahmen, wieder den Islam an, nachdem viele von ihnen vorher wieder zum Christentum zurückgekehrt waren. Diese Ereignisse haben sich wahrscheinlich in den ersten Monaten des Jahres 658 zugetragen.